# South Glengarry (Ontario)
South Glengarry – gmina (ang. township) w Kanadzie, w prowincji Ontario, w hrabstwie Stormont, Dundas i Glengarry.
Powierzchnia South Glengarry to 604,92 km². Według danych spisu powszechnego z roku 2001 South Glengarry liczy 12 700 mieszkańców (20,99 os./km²).